# Candidat ès sciences

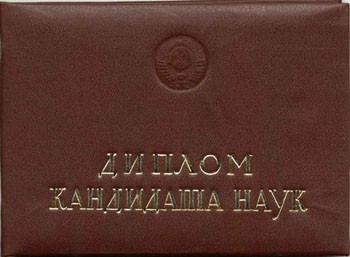
Pochette du diplôme.

Le titre de candidat ès sciences (en russe : кандидат наук, kandidat naouk) est un grade de l'enseignement supérieur d'origine soviétique et largement repris dans les autres pays de l'ancien bloc de l'Est, qui l'ont depuis abandonné. Il est toujours utilisé en Russie.
Correspondant globalement à un doctorat français ou un PhD anglo-saxon, il récompense un travail de recherche primaire dans un domaine scientifique. Ce diplôme confère à son détenteur le titre de maître de conférences, mais celui de professeur requiert un diplôme de docteur ès sciences, à l'instar de l'habilitation en Allemagne

## Pays utilisant le titre
Le titre a été introduit en URSS le 13 janvier 1934 par décision du Conseil des commissaires du peuple. Il a ensuite été adopté plus ou moins durablement par les pays sous influence soviétique pendant la seconde moitié du XXe siècle.
- L'Albanie utilise le titre de Kandidat i Shkencave, au moins jusqu'en 1995[2].
- La Bulgarie a changé la structure de ses titres universitaires par une loi du 12 décembre 1995[3]. Cette loi remplace le grade de candidat ès sciences (kandidat na naukite) par celui de docteur ès sciences[N 2].
- La Roumanie a adopté brièvement le titre dans les années 1950 avant de l'abandonner dans la décennie suivante [4].
- De même, la Pologne qui utilisa le titre entre 1951 et 1958.
- En Hongrie, le système de titres soviétiques fut instauré en 1950[4],[5].
- Le grade a toujours cours en Russie.

## Équivalences

### Équivalences de principe
Selon les directives russes d'équivalence des diplômes :
- dans les pays disposant de deux grades distincts de doctorats, le grade de candidat ès sciences devrait équivaloir au 1er grade ;
- dans les pays disposant d'un unique grade de doctorat, il devrait équivaloir à ce grade.

### Équivalences reconnues
En France, le diplôme est reconnu d'un niveau comparable à celui du doctorat, à la suite d'un accord entre les gouvernements français et russe le 12 mai 2003.
Selon la Classification internationale type de l'éducation de l'UNESCO, il équivaut à un PhD.

## Obtention
En sciences expérimentales, la thèse est basée sur un projet de recherche indépendante menée sous la supervision d'un professeur, dont les résultats doivent être publiés dans au moins trois articles de revues scientifiques spécialisées.
Le travail sur une thèse est généralement effectué pendant une période d'étude de troisième cycle appelé l'aspirance (aspirantura). Il est réalisé soit dans un établissement d'enseignement (comme une université), soit dans un établissement de recherche scientifique (comme un institut du réseau de l'Académie des sciences de Russie). Il peut également être effectué sans lien direct avec l'académie. Dans des cas exceptionnels, le titre peut être accordé sur la base de travaux scientifiques publiés sans écrire la thèse.
Un préalable nécessaire est de prendre des cours de philosophie et de langue étrangère, et de passer un examen appelé « minimum du candidat ». En Union soviétique, cet examen incluait des épreuves dans le domaine de spécialisation du soutenant, dans une langue étrangère de son choix et dans le communisme scientifique. En Russie actuelle et d'autres pays post-soviétiques, cette dernière épreuve a été remplacée par une autre de philosophie, et plus récemment en Russie par une épreuve d'histoire et de philosophie des sciences.
La thèse est défendue dans les institutions éducatives ou scientifiques accrédités devant un comité appelé le Conseil scientifique. Celui-ci se compose d'une vingtaine de membres, considérés comme spécialistes du le domaine de la thèse, et qui ont été sélectionnés et approuvés pour siéger au Conseil. Le résumé de la thèse doit être publiée avant la défense publique sous forme d'autoreferat dans environ 150  à   200 exemplaires, et distribué aux grands organismes de recherche et les bibliothèques.
Le postulant doit avoir un « superviseur de recherche » officiel. La thèse doit être livré avec des références officielles de plusieurs auteurs, appelés « opposants ».
Dans une procédure appelée la « soutenance de thèse » la thèse est résumée devant le comité, avant les discours des opposants ou la lecture de leurs références, et les réponses aux commentaires des opposants et aux questions des membres du comité par l'aspirant.
Si la soutenance est réussie (66,6 % des voix d'un scrutin secret par les membres du Conseil), elle est ensuite transmise pour approbation à un conseil central d'État appelé Commission supérieure d'attestation (Vyschaïa attestatsionnaïa komissia ou VAK), ou à l'autorité équivalente dans d'autres pays concernés.